# Santa Clara (Texas)
Santa Clara es una ciudad ubicada en el condado de Guadalupe en el estado estadounidense de Texas. En el Censo de 2010 tenía una población de 725 habitantes y una densidad poblacional de 115,62 personas por km².

## Geografía
Santa Clara se encuentra ubicada en las coordenadas 29°34′28″N 98°10′16″O / 29.57444, -98.17111. Según la Oficina del Censo de los Estados Unidos, Santa Clara tiene una superficie total de 6.27 km², de la cual 6.27 km² corresponden a tierra firme y (0%) 0 km² es agua.

## Demografía
Según el censo de 2010, había 725 personas residiendo en Santa Clara. La densidad de población era de 115,62 hab./km². De los 725 habitantes, Santa Clara estaba compuesto por el 90.48% blancos, el 0.97% eran afroamericanos, el 0.69% eran amerindios, el 0.28% eran asiáticos, el 0.28% eran isleños del Pacífico, el 5.1% eran de otras razas y el 2.21% pertenecían a dos o más razas. Del total de la población el 18.76% eran hispanos o latinos de cualquier raza.